# Nature Air
Nature Air fue una aerolínea regional de Costa Rica que sirvió comercialmente a 13 destinos dentro del territorio nacional así como internacional, su principal centro de operaciones se concentró en el Aeropuerto Internacional Juan Santamaria dentro de la terminal principal, counter 80-81, ofreciendo a los turistas que llegaban desde el extranjero una fácil conexión hacia los destinos de playa y aventura de Costa Rica así como a Managua Nicaragua y Bocas del Toro en Panamá.
Luego del trágico accidente del 31 de diciembre de 2017, se le suspenden permisos, y tras 6 meses sin operaciones, la aerolínea entra en quiebra y desaparece.
Adicional a esto La DGAC suspendió su licencia de operaciones como aerolínea y aerotransportes, por baja frecuencia de operaciones y flota deficiente.

## Historia
Nature Air fue fundada originalmente en 1991 bajo el nombre comercial de TRAVELAIR y operó inicialmente con sólo dos equipos Britten Norman Islander y un Britten Norman Trislander. En 1998 incorporó a su flota dos Let L-410 Turbolet de fabricación checa.
La Dirección General de Aviación Civil de Costa Rica ordenó su cese de operaciones en el año 2001 debido a irregularidades de seguridad. La paralización implicó serios problemas financieros que arrastraron la empresa a su quiebra.
En noviembre del 2001, el empresario canadiense Alex Khajavi compró la empresa y la renombró NATURE AIR. En octubre del 2005 la empresa recibió un reconocimiento del gobierno de Costa Rica por ser la primera línea aérea en el mundo que compensaba las emisiones de gases.
Su flota de aeronaves llegó a crecer y llegó a tener 7 De Havilland Twin Otter y un King Air luego se incorporó dos Cessna Caravan. A finales del 2015 vendieron el King Air y devolvieron al arrendador en Las Vegas los Twin Otter y rentaron a una empresa Sudafricana los 4 Lets L-410 Turbolet.
El 19 de julio de 2017 la Dirección General de Aviación Civil le ordena a la aerolínea mantener su flota de aeronaves en tierra hasta que se cancele la deuda que tiene con la empresa que le arrienda los aviones, queda en evidencia el mal estado financiero de la empresa.
Para mantener su operación "normal" debe subarrendar aeronaves a diferentes taxis aéreos, entre ellos está Aerobell, Prestige Wings, Aviones Taxi Aéreo, Tacsa, Aerocaribe y CarmonAir, se dice que a finales de octubre vuelve a rentarle dos Cessna Caravan a Scenic Airlines y a principio del 2018 se incorporará un DeHavillan Twin Otter para intentar salvar a la empresa.
El personal técnico operacional de la empresa (Pilotos y Mecánicos) fueron cesados a principios de agosto, la empresa ni les paga ni los despide, ya iniciaron el proceso legal para intentar llegar a un acuerdo.
La aerolínea forma parte de Nature Group junto con Nature Vacations, Nature Landings y el Hotel Alta.
A finales de setiembre de 2017, llegó proveniente de Bouder City, Nevada, Estados Unidos un Cessna Caravan con el que iniciarán operaciones a finales de octubre, este ya había estado volando en Costa Rica con la matrícula TI-BBC, se espera que, a principios de diciembre, arribe otro Caravan (TI-BEI).
El 30 de noviembre de 2017, Nature Air presentó su flota para enfrentar la temporada alta, se trata de tres Cessna Caravan, el TI-BBC, TI-BEI Y TI-BAY (Este último pertenece a Aerobell) originalmente se hablaba de traer Twin Otters, pero quedó descartada la propuesta.
El 31 de diciembre de 2017, un vuelo de la compañía, que cubría la ruta Punta Islita-San José, se estrelló luego del despegue, en un monte cercano, todos los pasajeros a bordo del Cessna C208B Grand Caravan, fallecieron. Luego del accidente, empezó una oleada de cuestionamientos hacia la aerolínea, y posterior suspensión de su licencia de aeroperador, lo que luego desencadenó en el cierre de la compañía hasta nuevo aviso. Actualmente en 2019, su situación no es clara, y esta más declarada como extinta, que oportunidad de regresar a operar.

## Destinos
La aerolínea operó a 15 destinos en total, 13 en Costa Rica y 2 internacionales.
| Países     | Destinos       | Aeropuertos                                    |
| ---------- | -------------- | ---------------------------------------------- |
| Costa Rica | Bahía Drake    | Aeropuerto de Bahía Drake                      |
| Costa Rica | Golfito        | Aeropuerto de Golfito                          |
| Costa Rica | La Fortuna     | Aeropuerto de La Fortuna                       |
| Costa Rica | Liberia        | Aeropuerto de Guanacaste                       |
| Costa Rica | Limón          | Aeropuerto Internacional de Limón              |
| Costa Rica | Nosara         | Aeropuerto de Nosara                           |
| Costa Rica | Punta Islita   | Aeropuerto de Punta Islita                     |
| Costa Rica | Puerto Jiménez | Aeropuerto de Puerto Jiménez                   |
| Costa Rica | Quepos         | Aeropuerto La Managua                          |
| Costa Rica | San José       | Aeropuerto Internacional Juan Santamaría (HUB) |
| Costa Rica | Tamarindo      | Aeropuerto de Tamarindo                        |
| Costa Rica | Tambor         | Aeropuerto de Tambor                           |
| Costa Rica | Tortuguero     | Aeródromo de Barra de Tortuguero               |
| Nicaragua  | Managua        | Aeropuerto Internacional Augusto C. Sandino    |
| Panamá     | Bocas del Toro | Aeropuerto Internacional José Ezequiel Hall    |

## Incidentes y accidentes
- El 16 de diciembre de 2005 en las Inmediaciones del aeropuerto de Tamarindo (Guanacaste)Un De Havilland Twin Otter (TI-AZQ) se estrella faltando 1 km para llegar a la pista, todos sus ocupantes resultan heridos.[1]

- El 10 de enero de 2006 en el aeropuerto de Puerto Jiménez (Puntarenas) un De Havilland Twin Otter (TI-BAF) durante el despegue pierde el control y colisiona con un árbol, los 2 pilotos y todos los pasajeros resultan ilesos.[2]

- El 30 de noviembre de 2008 en el Aeropuerto Intl Tobías Bolaños un De Havilland Twin Otter (TI-BBQ) se sale de la pista luego de aterrizar, sus 2 pilotos y 13 pasajeros resultan ilesos.[3]

- El 23 de diciembre de 2010 un De Havilland Twin Otter (TI-BBQ) realizaba el vuelo 316 con destino a Nosara (Guanacaste) al pasar sobre  Samara  colisiono con un pájaro hiriendo al piloto e incrustándose en el parabrisas. Al no poder aterrizar con esas condiciones en Nosara decidieron regresar a San José, todos los pasajeros resultan ilesos.[4]

- El 2 de enero de 2014 en el Aeropuerto de La Fortuna (San Carlos) un De Havilland Twin Otter (TI-BFN) luego de aterrizar se sale de la pista, los pilotos (Únicos ocupantes) resultan ilesos.[5]

- El 5 de septiembre de 2017, el vuelo 310 con destino a Liberia y Tamarindo se estrelló en el cauce del río Torres luego del despegue del Aeropuerto Tobías Bolaños, el vuelo fue subarrendado a Aerobell, la aeronave era un Cessna 206 en el cual iban 5 pasajeros y un piloto, dos pasajeros murieron y el resto resultaron heridos.[6]

- El 31 de diciembre de 2017, el Vuelo 9916 de Nature Air utilizó un Cessna Grand Caravan 208-B (TI-BEI), el cual despegó del Aeródromo de Punta Islita con destino al Aeropuerto Internacional Juan Santamaria, momentos después del despegue la aeronave se precipitó a tierra consumiéndose por completo por el fuego posterior al impacto ocasionaldole la muerte a los 10 pasajeros y a los dos Pilotos. Este accidente ocasionó, una investigación por parte de la Dirección General de Aviación Civil, que terminó con un cierre indeterminado de la compañía, que a este momento sigue en pie, y que pareciera, fuese la extinción de esta línea aérea.[7]